# Hoplocercidae
Hoplocercidae é uma família de répteis escamados pertencentes à subordem Sauria.

## Géneros
- Enyalioides
- Hoplocercus
- Morunasaurus